# NGC 462
NGC 462 ist eine elliptische Galaxie vom Hubble-Typ E0 im Sternbild Fische auf der Ekliptik. Sie ist rund 626 Millionen Lichtjahre von der Milchstraße entfernt und hat einen Durchmesser von etwa 75.000 Lichtjahren.
Im selben Himmelsareal befindet sich u. a. die Galaxie NGC 446, NGC 470, NGC 474, NGC 479.
Das Objekt wurde am 23. Oktober 1864 von Albert Marth entdeckt.